# 105211 Sanden
105211 Sanden è un asteroide della fascia principale. Scoperto nel 2000, presenta un'orbita caratterizzata da un semiasse maggiore pari a 1,9508716 UA e da un'eccentricità di 0,1094475, inclinata di 23,40692° rispetto all'eclittica.